# Sergej Ložkin
Sergej Vasil'evič Ložkin (in russo Сергей Васильевич Ложкин?; Mosca, 17 aprile 1968) è un ex biatleta russo.

## Biografia
In Coppa del Mondo ottenne il miglior piazzamento, nonché primo risultato di rilievo, il 15 gennaio 1993 a Oberhof/Val Ridanna (29°). In carriera prese parte a un'edizione dei Campionati mondiali, vincendo una medaglia.

## Palmarès

### Mondiali
- 1 medaglia:
  - 1 argento (gara a squadre[2] a Borovec 1993)